# Аппаз (Карагандинская область)
Аппаз (каз. Аппаз) — село в Каркаралинском районе Карагандинской области Казахстана. Административный центр Кайнарбулакского сельского округа. Код КАТО — 354861100.

## Население
В 1999 году население села составляло 1237 человек (648 мужчин и 589 женщин). По данным переписи 2009 года, в селе проживали 1054 человека (549 мужчин и 505 женщин).